# Jet Airways
A Jet Airways indiai légitársaság. A cég üzemeltet belföldi, nemzetközi és interkontinentális járatokat. A légivállalat híres, a fedélzeten található ételekről, illetve az 1., üzleti és turista osztályáról. A cég szintén indiai vetélytársa, az ország hivatalos légitársasága az Air India. Légiflottájában főként Boeing típusú gépek találhatók, de szerepelnek ATR 72 és Airbus gépek.

## Külső hivatkozások
- A légitársaság honlapja